# Euplectrus bicolor
Euplectrus bicolor är en stekelart som först beskrevs av Nils Samuel Swederus 1795.  Euplectrus bicolor ingår i släktet Euplectrus och familjen finglanssteklar. Arten är reproducerande i Sverige. Inga underarter finns listade i Catalogue of Life.